# Miroslav Raduljica
Miroslav Raduljica (en serbe cyrillique: Мирослав Радуљица) est un joueur professionnel serbe de basket-ball né le 5 janvier 1988 à Inđija (Yougoslavie). Raduljica mesure 2,13 m et évolue au poste de pivot.

## Biographie
Raduljica fait ses classes au centre de formation du KK Železnik. Il fait partie de l'équipe de Serbie-et-Monténégro de basket-ball qui remporte le championnat d'Europe des 18 ans et moins en 2005 à Belgrade. Il intègre l'équipe première, qui joue en première division, lors de la saison 2005-2006. À l'été 2006, il participe au championnat d'Europe des 18 ans et moins en Grèce. Il marque en moyenne 15,1 points et prend 8,8 rebonds mais la Serbie-et-Monténégro termine 5e. Il est prêté au KK Borac Čačak qui évolue en deuxième division pour la saison 2006-2007.
À l'été 2007, Raduljica participe au championnat du monde des 19 ans et moins et l'équipe nationale remporte la compétition. Raduljica marque en moyenne 9,6 points et prend 5,3 rebonds. Il retourne au FMP et y joue de 2007 à 2010. À l'été 2008, il participe au championnat d'Europe des 20 ans et moins à Rīga et l'équipe nationale remporte la compétition. Raduljica est nommé meilleur joueur du tournoi (meilleur rebondeur avec 10,9 prises par rencontre, et 18,6 points). À l'été 2009, il joue avec l'équipe de Serbie qui remporte l'Universiade d'été, à Belgrade. Puis participe au championnat d'Europe qui se tient en Pologne. La Serbie, menée par Miloš Teodosić, est battue en finale par l'Espagne et sur 7 rencontres, Raduljica joue en moyenne 6,4 minutes pour 3,3 points. La saison 2009-2010 avec Železnik est celle de l'éclosion : 13,7 points et 6,9 rebonds en moyenne en EuroChallenge et 13,7 points et 6,5 rebonds en ligue adriatique.
À l'été 2010, il signe un contrat de 5 ans avec l'Efes Pilsen SK. Il est blessé à l'entame de la saison. À son retour, il n'arrive pas à se faire une place et est prêté à l'ALBA Berlin en mars 2011. En août 2011, il est prêté au KK Partizan Belgrade, puis en septembre 2012, il est de nouveau prêté, cette fois à l'Azovmach Marioupol (qui évolue en première division ukrainienne). En juillet 2013, il signe un contrat avec les Bucks de Milwaukee, club de NBA.
En septembre 2014, Raduljica remporte la médaille d'argent avec la Serbie à la Coupe du monde. Le 19 septembre, il signe un contrat d'un an et 1,5 million de dollars avec les Shandong Lions, club de première division chinoise. Le 23 décembre 2014, il rompt son contrat avec Shandong pour 1,2 million de dollars. En 14 matches, il a des moyennes de 18 points et 9 rebonds.
Le 18 janvier 2015, il signe un contrat de dix jours avec les Timberwolves du Minnesota. Le 19 janvier 2015, il signe un second contrat de dix jours avec les Timberwolves. Le 28 janvier 2015, il est libéré par les Timberwolves après avoir joué cinq matches.
En juillet 2015, Raduljica signe un contrat de deux ans en Grèce, au Panathinaïkos,.
En juillet 2016, il signe un contrat avec l'Olimpia Milan.
En septembre 2022, Raduljica revient à Belgrade et s'engage pour deux saisons avec l'Étoile rouge de Belgrade.
En septembre 2023, Raduljica s'engage avec le Maroussi Athènes, club grec de première division.

## Palmarès
Avec la sélection de la Serbie, il remporte :
- Médaille d'argent aux Jeux olympiques de 2016.
- Médaille d'argent à la coupe du monde 2014 en Espagne.